# Otto Mödlagl
Otto Mödlagl (* 23. September 1899 in Wien; † 21. Dezember 1974 in Eisenstadt) war ein österreichischer Politiker (KPÖ) und Zivil-Ingenieur. Mödlagl war 1945 Unterstaatssekretär, von 1945 bis 1946 Landeshauptmann-Stellvertreter in Niederösterreich und im Burgenland sowie von 1945 bis 1949 Abgeordneter zum Burgenländischen Landtag.

## Leben
Otto Mödlagl war Sohn des Staatsbeamten Leopold Mödlagl aus Wien und besuchte die Volks- und Realschule in Wien, wobei er 1917 die Matura ablegte. Er wurde daraufhin 1917 zum Kriegsdienst im Ersten Weltkrieg eingezogen, wobei er zuletzt in Italien eingesetzt war. Hier fungierte er 1918 auch als Soldatenrat seines Bataillons. Nach dem Ende des Krieges studierte Mödlagl Bauingenieurwesen an der Technischen Hochschule Wien und schloss sein Studium 1924 mit dem akademischen Grad Dipl.-Ing. ab. Von 1919 bis 1921 gehörte er der Sozialdemokratischen Partei an, 1921 trat er in die Kommunistische Partei Österreichs ein, in deren Rahmen er u. a. als Bezirksobmann im neunten Wiener Gemeindebezirk wirkte. 1928 wurde er wieder Mitglied der SDAP und übersiedelte in das Burgenland, wo er bis 1934 als Gemeinderat in Neusiedl am See aktiv war. 1930 wurde er Mitglied der Landesparteileitung der SDAP, trat jedoch nach den Februarkämpfen des Jahres 1934 wieder der KPÖ bei und war in der Folge bis 1945 im antifaschistischen Widerstand aktiv. 1935 wurde er fünf Monate in politische Haft genommen und auch 1938 kurzzeitig von der Gestapo verhaftet. Zwischen 1938 und 1945 arbeitete er in einem Ingenieurbüro in Wien. Ab 1946 führte Mödlagl ein Ingenieurbüro für Vermessungswesen in Eisenstadt.
Nach der Befreiung Österreichs war er ab dem 18. April 1945 auf Wunsch der sowjetischen Alliierten als Vertreter der KPÖ am Aufbau der niederösterreichischen Landesverwaltung beteiligt. Er übernahm am 25. September 1945 das Amt des Zweiten Landeshauptmann-Stellvertreters, schied jedoch bereits am 1. Oktober 1945 wieder aus dieser Funktion aus und übernahm mit dem 1. Oktober 1945 das Amt des Landeshauptmann-Stellvertreters im Provisorischen Landesausschuss des Burgenlands, das er in der Folge bis zum 4. Jänner 1946 ausübte. Zudem war Mödlagl zwischen dem 4. Mai 1945 und dem 20. Dezember 1945 Unterstaatssekretär für öffentliche Bauten, Übergangswirtschaft und Wiederaufbau in der Provisorischen Staatsregierung Renner und vertrat die KPÖ zwischen dem 13. Dezember 1945 und dem 4. November 1949 im Burgenländischen Landtag. Ab dem 4. Jänner 1946 war er zudem 3. Präsident des Burgenländischen Landtags. Innerparteilich hatte Mödlagl von 1945 bis 1946 die Funktion des Landesparteiobmanns inne. Danach war er Mitglied der Landesleitung und auch im KPÖ-nahen Mieterschutzverband, im KZ-Verband und in der Österreichisch-Sowjetischen Gesellschaft aktiv. Bis in die 1960er Jahre war er Präsident der Burgenländischen Radsportkommission.
Mödlagl war verheiratet. Er starb am 21. Dezember 1974 in Folge eines Verkehrsunfalls und wurde auf dem Wiener Zentralfriedhof begraben.